# غریب‌آباد الله‌داد
غریب‌آباد الله‌داد (محمدآباد)، روستایی از توابع بخش نوک‌آباد شهرستان تفتان در استان سیستان و بلوچستان ایران است.

## جمعیت
این روستا در دهستان نازیل قرار دارد و براساس سرشماری مرکز آمار ایران در سال ۱۳۸۵، جمعیت آن ۳۹ نفر (۱۲خانوار) بوده‌است.